# سالت‌باکس

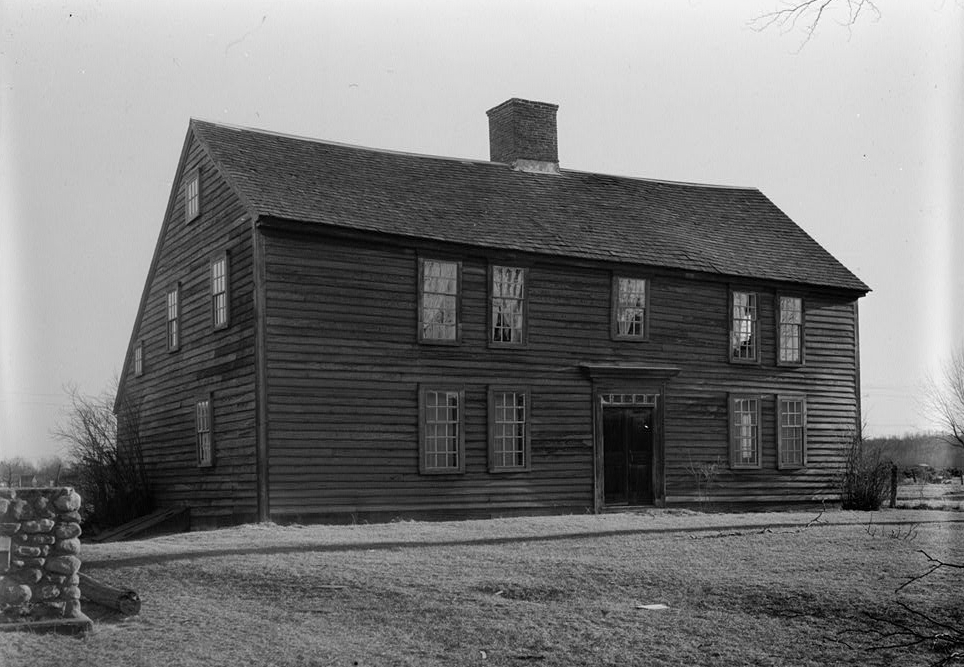
یک خانه سالت‌باکس.

سالت‌باکس (به انگلیسی: Saltbox)، نام خانه‌هایی سنتی در نیو انگلند است که ویژگی اصلی آن داشتن سقف عریض و شیب‌دار است که یک تکه به بدنه اصلی خانه وصل شده و از آن جدا نیست.
سالت‌باکس‌ها عموماً خانه‌های بزرگ چوبی هستند. به خاطر شباهت به جعبه‌هایی که در ایام گذشته در آن نمک قرار داده می‌شد، عنوان سالت‌باکس یا جعبه نمک برای آن انتخاب شده‌است. کارشناسان تاریخی معتقد هستند که دلیل فراگیری خانه‌های سالت‌باکس، تعداد جمعیت زیاد اعضای خانواده‌ها در گذشته بوده و مردم برای اینکه دچار مشکل نشوند شروع به طراحی خانه‌هایی با فضای بزرگ کردند.
با وجود اینکه سالت‌باکس‌ها عموماً جز ویژگی مناطق نیو انگلند شناخته می‌شود اما در نقاط دیگر دنیای همچون نیوفاندلند و لابرادور نیز می‌توان این خانه‌ها را پیدا کرد.

## نگارخانه

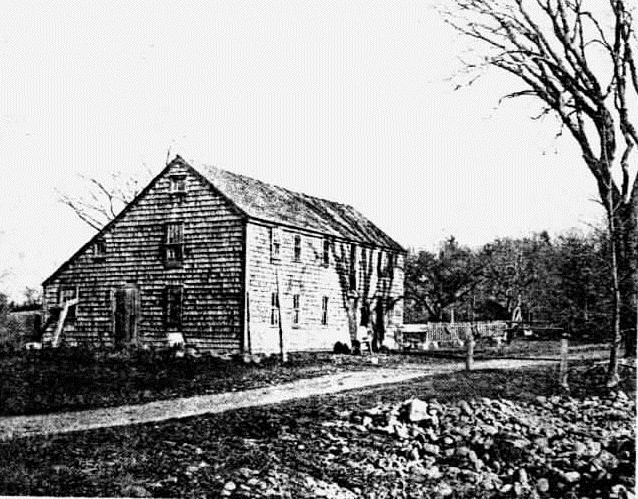
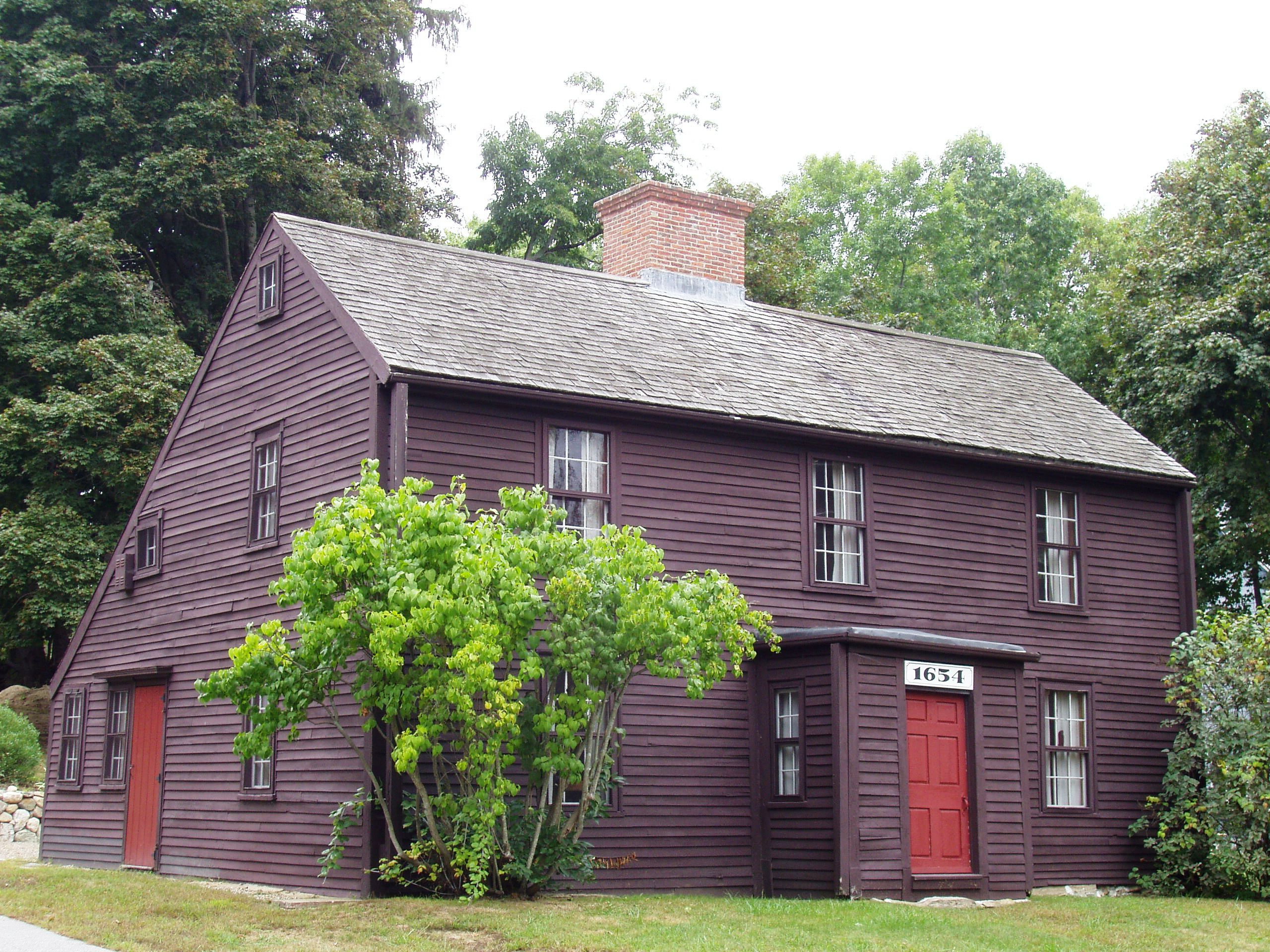
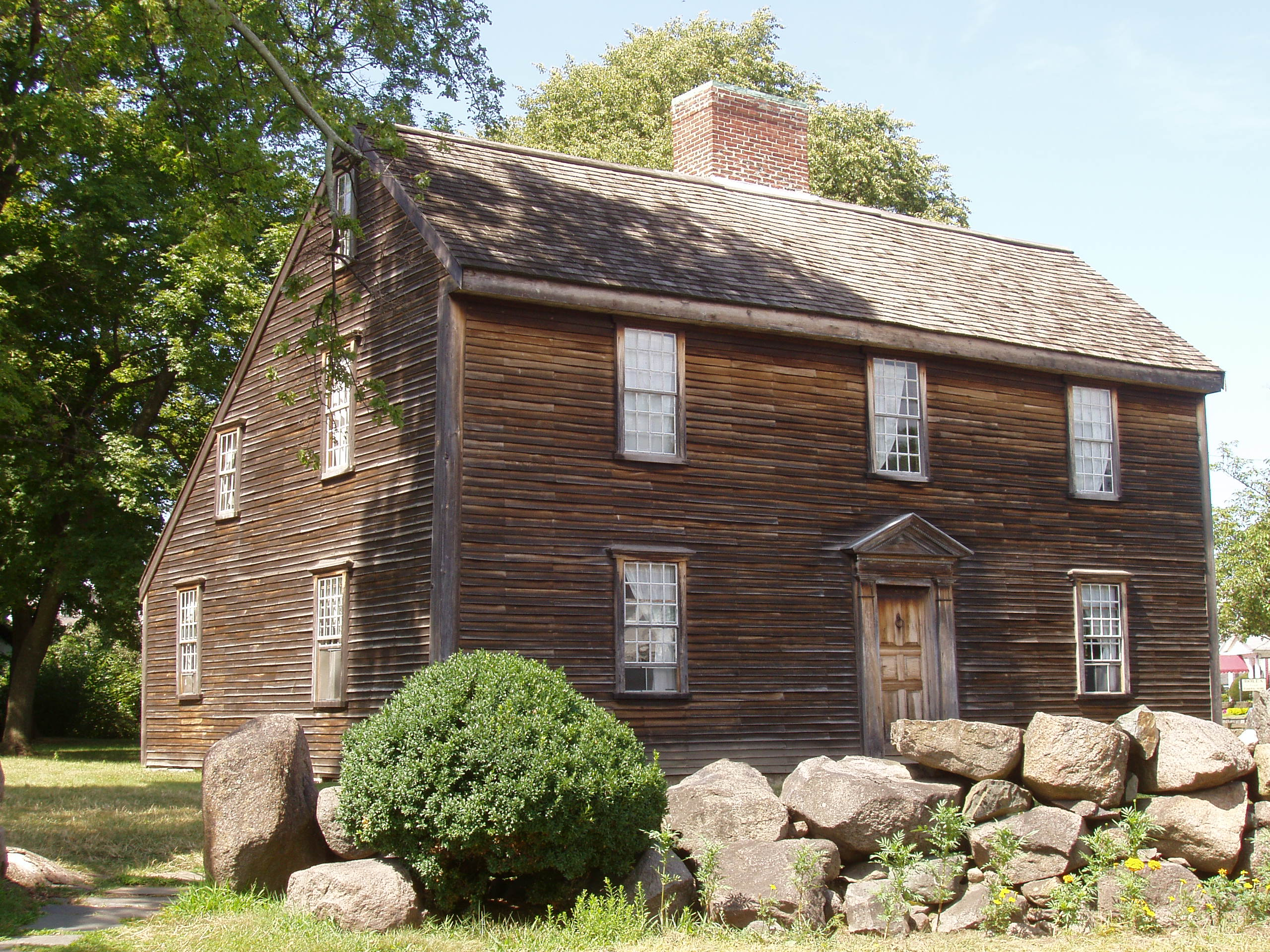
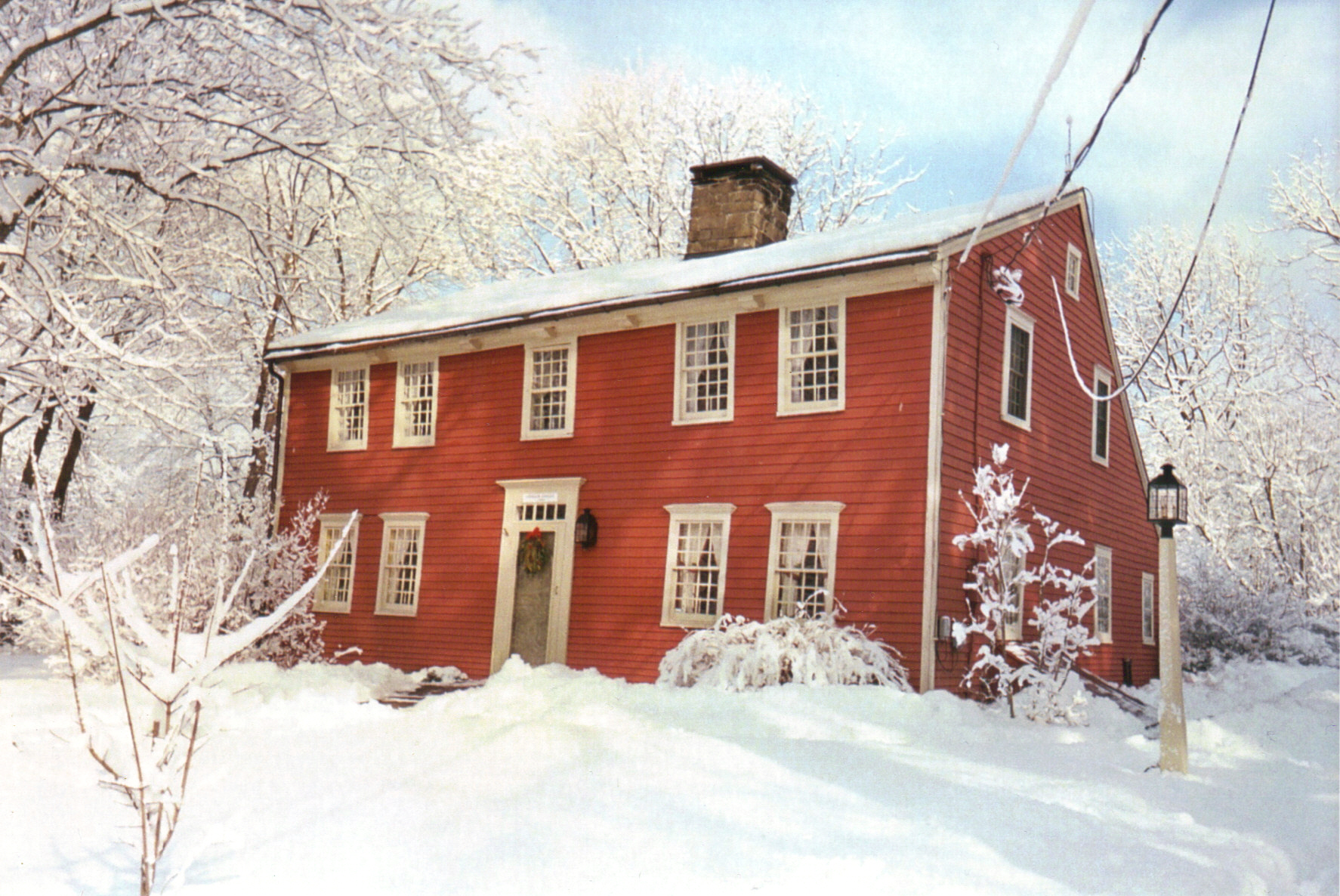
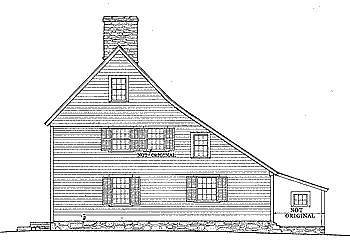
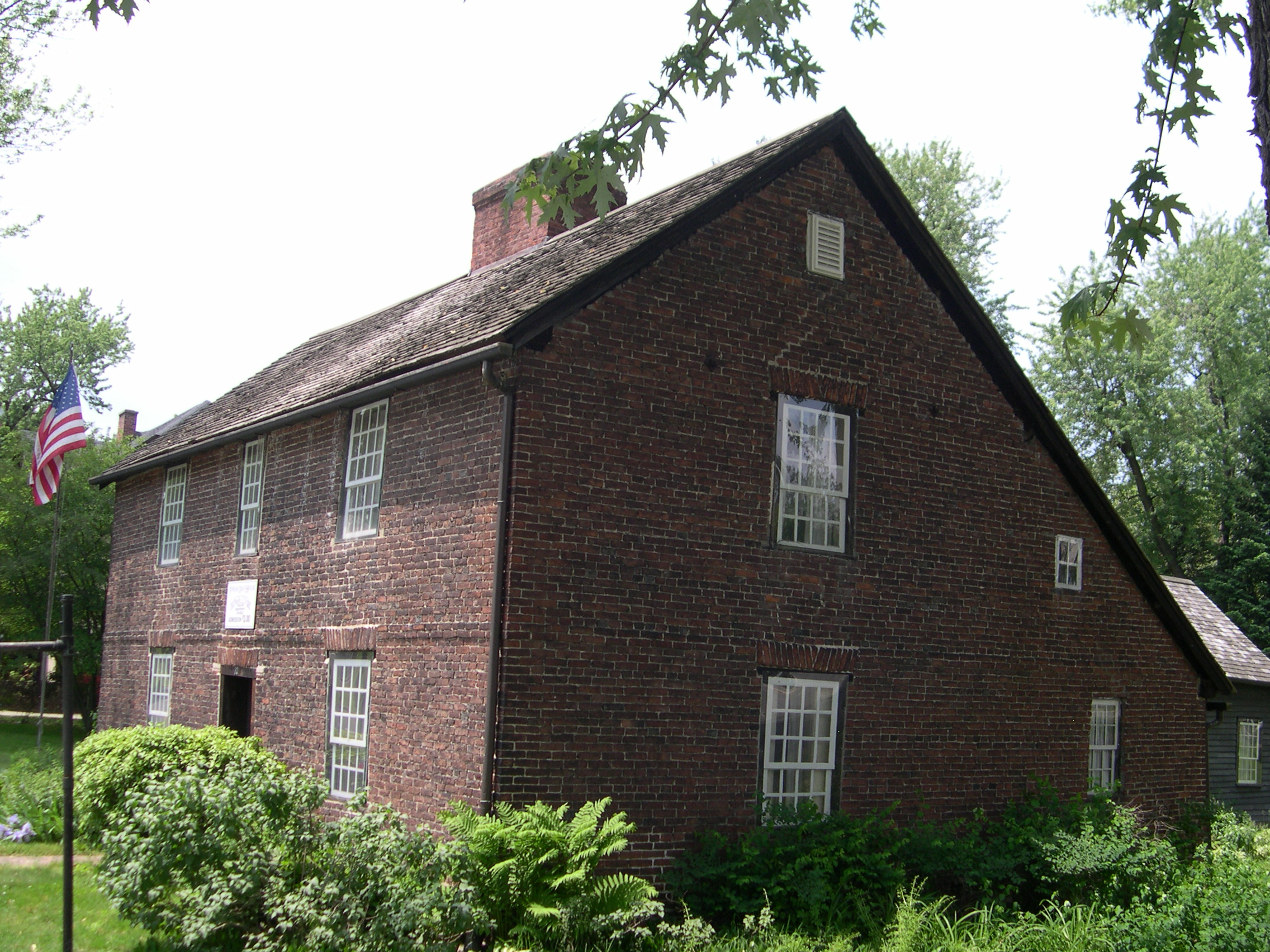
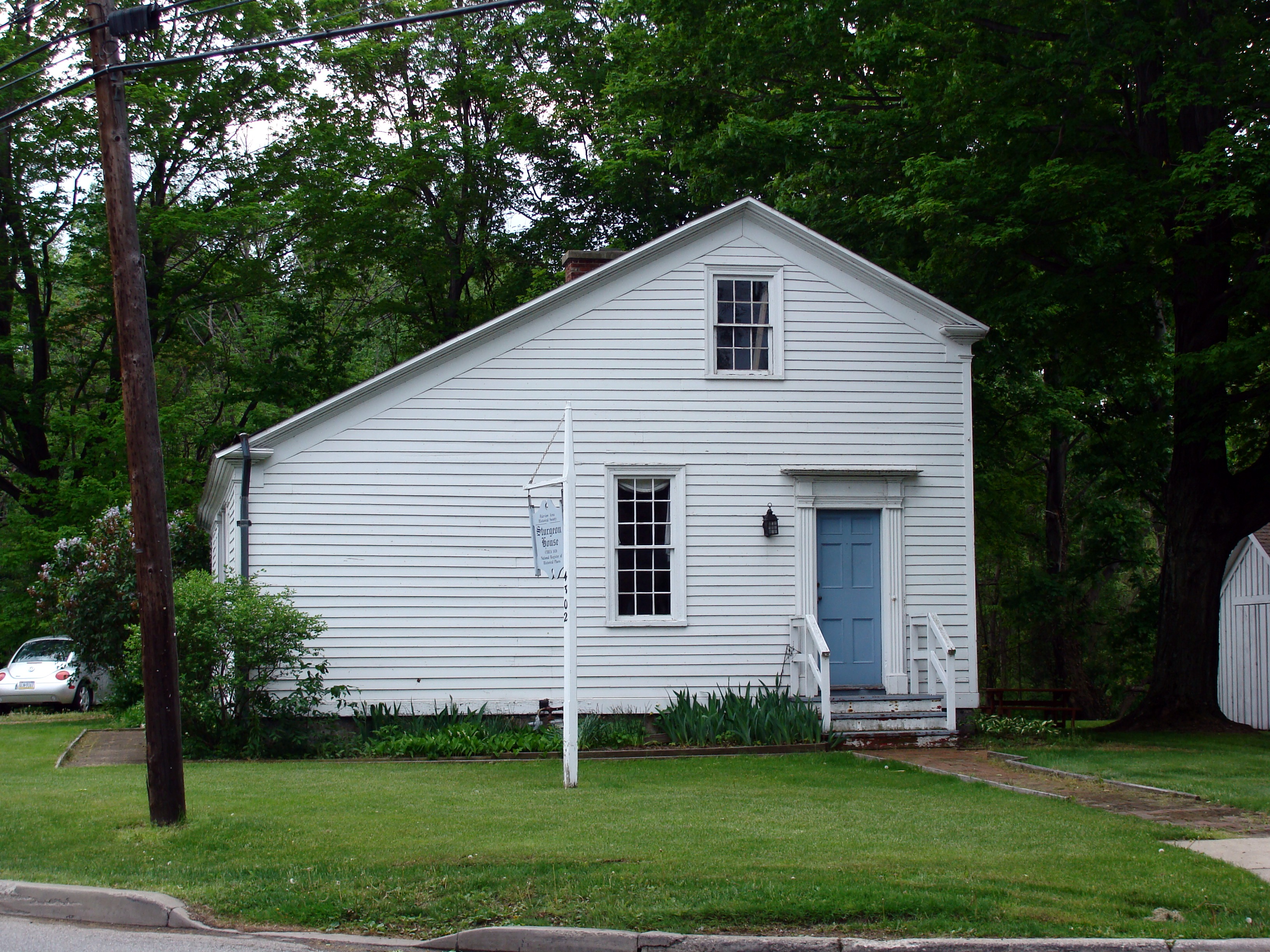